# Tepoto Sud
Tepoto Sud is onbewoond atol in de Îles Raevski binnen de veel grotere eilandengroep van de Tuamotuarchipel (Frans-Polynesië). Het atol behoort tot de gemeente Makemo. 

## Geografie
Tepoto Sud ligt 16 km ten zuidwesten van Hiti en 526 km ten oosten van Tahiti. Het is een atol met een lengte van 3,0 km en een breedte van 2,5 km. Het landoppervlak bedraagt 0,6 km². Het wateroppervlak van de lagune is 2,5 km².

## Geschiedenis
De eerste Europeaan die melding maakte van het eiland is de ontdekkingsreiziger Louis-Antoine de Bougainville in 1768.
In de negentiende eeuw werd het eiland Frans territoriaal bezit. Er woonden toen enkel mensen die onderdanen waren van het stamhoofd op Katiu. Het eiland wordt wel bezocht door de inwoners van Katiu die er naar zeekomkommers komen vissen.

## Ecologie
Op het eiland komen 42 vogelsoorten voor waaronder negen soorten van de Rode Lijst van de IUCN waaronder het witkeelstormvogeltje (Nesofregetta fuliginosa) en de endemische tuamotustrandloper (Prosobonia parvirostris).

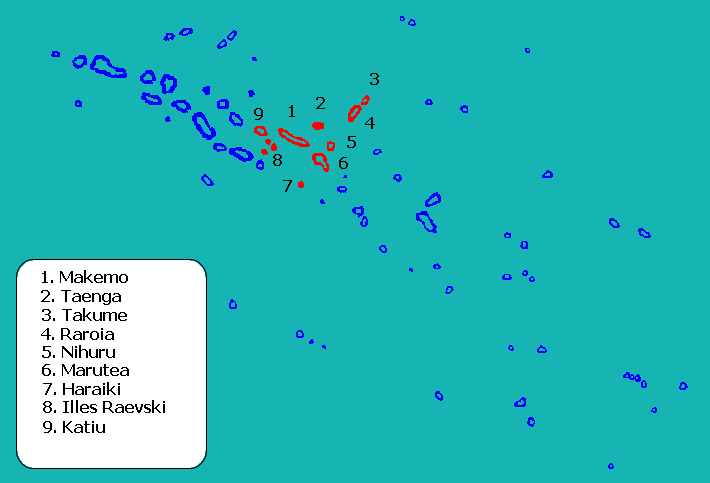
Positie van Îles Raevski (8) binnen de Tuamotueilanden

Atollen: Hiti · Tepoto Sud · Tuanake